# 29e parallèle sud
Pour les articles homonymes, voir 29e parallèle.
En géographie, le 29e parallèle sud est le parallèle joignant les points de la surface de la Terre dont la latitude est égale à 29° sud

## Géographie

### Dimensions
Dans le système géodésique WGS 84, au niveau de 29° de latitude sud, un degré de longitude équivaut à 97,438 km ; la longueur totale du parallèle est donc de 35 078 km, soit environ 88 % de celle de l'équateur. Il en est distant de 3 209 km et du pôle Sud de 6 793 km,.

### Régions traversées
Le 29e parallèle sud passe au-dessus des océans sur environ 79 % de sa longueur. Du point de vue des terres émergées, il traverse l'Afrique du Sud, le Lesotho, l'Australie, l'île Norfolk, le Chili, l'Argentine et le Brésil.
Le tableau ci-dessous résume les différentes zones traversées par le parallèle, d'ouest en est :
| Zone             | Début                 | Fin                   | Longueur (km) |
| ---------------- | --------------------- | --------------------- | ------------- |
| Océan Atlantique | 29° 00′ S, 49° 26′ O  | 29° 00′ S, 16° 44′ E  | 6 447         |
| Afrique          | 29° 00′ S, 16° 44′ E  | 29° 00′ S, 31° 44′ E  | 1 462         |
| Océan Indien     | 29° 00′ S, 31° 44′ E  | 29° 00′ S, 114° 46′ E | 8 091         |
| Australie        | 29° 00′ S, 114° 46′ E | 29° 00′ S, 153° 29′ E | 3 773         |
| Océan Pacifique  | 29° 00′ S, 153° 29′ E | 29° 00′ S, 168° 01′ E | 1 416         |
| Île Norfolk      | 29° 00′ S, 168° 01′ E | 29° 00′ S, 168° 04′ E | 5             |
| Océan Pacifique  | 29° 00′ S, 168° 04′ E | 29° 00′ S, 71° 31′ O  | 11 733        |
| Amérique du Sud  | 29° 00′ S, 71° 31′ O  | 29° 00′ S, 49° 26′ O  | 2 152         |

## Frontière

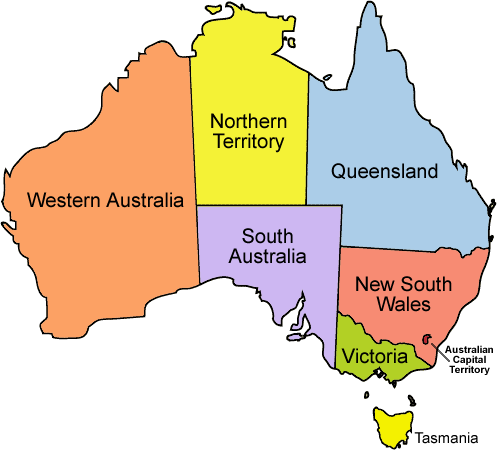
Carte de l'Australie indiquant sa division en États et territoires.

En Australie, le 29e parallèle sud forme une partie de la frontière entre le Queensland et la Nouvelle-Galles du Sud.